# Syméon Seth
Syméon Seth est un médecin, astrologue et traducteur byzantin du XIe siècle.

## Éléments biographiques
L'en-tête des manuscrits de son Traité de diététique indique peut-être qu'il était originaire d'Antioche, et lui attribue le titre de magistros (en général porté par des hauts fonctionnaires). Il fut auparavant vestis, puis prôtovestarchis. Dans son Traité de physique, il précise qu'il assista à l'éclipse de soleil de 1058 depuis l'Égypte (peut-être comme membre de l'ambassade que l'empereur Michel VI envoya au calife Al-Mustansir Billah). Ses ouvrages scientifiques sont dédiés à l'empereur Michel VII Doukas (1071-1078), et sa traduction de l'arabe en grec du Khalila wa-Dimna à Alexis Ier Comnène (1081-1118).
Voici ce qu'écrit Anne Comnène dans son Alexiade (VI, 7), après le récit de la mort de Robert Guiscard (1085) : « Un certain astrologue (μαθηματικός) nommé Seth, qui se vantait fort de ses connaissances astrologiques, avait prédit sous forme d'oracle la mort de Robert après sa traversée en Illyrie, et avait consigné sa prédiction sur un papier, qu'il remit scellé à des familiers de l'empereur, en leur recommandant de le garder quelque temps. Puis, quand Robert fut mort, ils ouvrirent le document sur son invitation. L'oracle était ainsi formulé : "Un grand ennemi d'Occident, qui a causé bien des troubles, mourra subitement". Tout le monde admira la science de cet homme, qui était en effet parvenu à la maîtrise la plus haute de cette discipline. [...] Il n'y avait certes pas pénurie d'astrologues en ce temps-là : c'était au contraire le moment où florissait le Seth dont j'ai parlé, et le fameux Égyptien d'Alexandrie s'employait avec zèle à révéler les mystères de l'astrologie. Cet homme, que beaucoup interrogeaient, lisait l'avenir très exactement, parfois sans même utiliser l'astrolabe, en faisant ses pronostics d'après une certaine méthode de calcul. Il n'y avait donc absolument rien de magique en cela non plus, et ce n'était qu'un habile calcul de la part de l'Alexandrin. Mais quand l'empereur (Alexis Ier) vit la jeunesse affluer vers lui et considérer cet homme comme un prophète, il l'interrogea lui-même à deux reprises, et à chaque fois l'Alexandrin fit une réponse juste. Craignant alors que cela ne fît du mal à beaucoup et qu'il n'y eût un engouement du public pour la vanité de l'astrologie, il l'exila de la ville et lui assigna comme séjour Rhaidestos, tout en veillant avec grand soin à ce que ses besoins fussent couverts largement par le trésor impérial. »
L'interprétation du deuxième paragraphe cité fait débat : on ne sait trop si Seth et « l'Alexandrin » sont une seule et même personne. À l'appui d'une réponse positive, on peut citer le fait que Seth (ou sa famille) possédait une maison à Rhaidestos, lieu d'exil de « l'Alexandrin » ; d'autre part, le fait que ses écrits témoignent d'une bonne connaissance de l'Égypte. Mais d'autre part, on connaît un astrologue à peu près contemporain du nom de Théodore d'Alexandrie ayant vécu à Constantinople.

## Œuvre
On conserve principalement de Syméon Seth un Traité de diététique (ou Sur les propriétés des aliments), somme des connaissances de l'époque en matière d'hygiène alimentaire, se présentant comme un recueil par ordre alphabétique (159 articles) ; un Traité de physique en cinq livres (sur la terre, les quatre éléments, le ciel, la matière et l'âme, et la cause finale), d'inspiration aristotélicienne ; un Traité d'astronomie, où il affirme entre autres avoir démontré « ailleurs » que les étoiles fixes sont plus grandes que la terre. D'autre part un grand recueil de textes astrologiques, le Vat. gr. 1056, attribue au « fameux Seth » un fragment de traité sur les positions, les dimensions et les influences des étoiles fixes. Quant à la traduction en grec du Khalila wa-Dimna, version arabe du Pañchatantra, elle est intitulée Stéphanitès et Ichnilatès. Syméon Seth a aussi fait des traductions d'ouvrages scientifiques, notamment médicaux, de l'arabe au grec : la version grecque du traité de Rhazès sur la variole est peut-être de lui.